# Кулабухов, Валентин Фёдорович
Валентин Фёдорович Кулабухов (1913—1975) — советский офицер-танкист, отличившиеся в советско-финской войне (командир танковой роты 112-го танкового батальона 35-й легкотанковой бригады 7-й армии Северо-Западного фронта, старший лейтенант). Участник Великой Отечественной войны. Герой Советского Союза (21.03.1940). Генерал-майор танковых войск (25.5.1959).

## Молодость и начало военной службы
Родился 18 декабря 1913 года на станции Ханженково (Бахмутский уезд, Екатеринославская губерния), ныне в черте города Макеевка Донецкой области Украины. Окончил среднюю школу № 41 в Макеевке и Днепропетровский энергетический техникум в 1932 году. Работал техником-монтажником на шахтах города Макеевка и на железнодорожной станции Ханженково.
В Красной Армии с октября 1935 года. Прошёл курс обучения в учебном батальоне 4-й легкотанковой бригады и по его окончании служил в этой бригаде с сентября 1936 года старшим механиком-водителем, командиром танка.
Участник Гражданской войны в Испании. В октябре 1936 года младший командир Калабухов был среди добровольцев, вызвавшихся ехать в Испанию. Там он был зачислен механиком-водителем танка Т-26 в 1-ю Республиканскую танковую интернациональную бригаду (командир бригады майор Д. Г. Павлов), в рядах которой воевал на Центральном фронте. Участник Харамской операции, в которой проявил отвагу в танковых атаках и был ранен, но продолжил вести бой. Воевал в Испании до октября 1937 года. Там же в Испании стал командиром танкового взвода.
По возвращении в СССР продолжил командовать взводом танков, в ноябре 1937 года переведён в 11-ю танковую бригаду помощником начальника штаба танкового батальона, в сентябре 1938 года стал командиром танковой роты, а в январе 1939 года — помощником командира роты по строевой части. В 1939 году окончил Курсы усовершенствования командного состава. В сентябре 1939 года участвовал в походе РККА в Западную Украину. Член ВКП(б) с 1939 года.

## Советско-финская и Великая Отечественная войны
С декабря 1939 года по февраль 1940 года командир танковой роты 112-го танкового батальона 35-й легкотанковой бригады 7-й армии Северо-Западного фронта старший лейтенант В. Ф. Калабухов участвовал в советско-финской войне. За это время участвовал в 15 танковых атаках. В бою за населенный пункт Маанселькя (ныне Иваново) 2 января 1940 года вывел из-под артиллерийского обстрела 6 танков своей роты, под сильным ружейно-пулемётным огнем противника выбрался из танка, силами экипажей проделал проходы для танков в противотанковых препятствиях и затем вывел танки к финским позициям, вынудив противника к отступлению с рубежа обороны. При прорыве линии Маннергейма блокировал и уничтожил огнем три земляных долговременных сооружения. Рота под его командованием первой заняла укреплённую высоту. На этой войне был ранен ещё раз. За эти подвиги представлен к званию Героя Советского Союза.
21 марта 1940 года за образцовое выполнение боевых заданий командования и проявленные при этом отвагу и геройство указом Президиума Верховного Совета СССР старшему лейтенанту Валентину Фёдоровичу Кулабухову присвоено звание Героя Советского Союза с вручением ордена Ленина и медали «Золотая Звезда» (№ 430).
Сразу после войны был направлен на учёбу в Военную академию механизации и моторизации РККА им. И. В. Сталина. Окончил её в 1941 году.
В первые месяцы Великой Отечественной войне командовал 112-м танковым батальоном фактически расформированной 35-й легкотанковой бригады, которая находилась на перевооружении в Харьковском и Московском военных округах. С октября по декабрь 1941 года воевал начальником штаба 26-го танкового полка на Западном фронте, участник битвы за Москву. С февраля 1942 года вновь на фронте — начальник штаба 51-й танковой бригады на Брянском и Западном фронтах. В ходе Ржевско-Сычёвской наступательной операции в августе 1942 года был тяжело ранен (а вообще за неполный год пребывания на фронте был ранен трижды). Год провёл в госпиталях.
По состоянию здоровья был направлен не на фронт, а в августе 1943 года назначен заместителем командира 1-й учебной танковой бригады (действовала в городе Горький).

## Послевоенная служба
После войны продолжил службу в Советской Армии. С июня 1945 года — командир полка самоходных артиллерийских установок СУ-100 в 209-й танковой бригаде на Дальнем Востоке, с сентября 1945 года командовал в ней тяжёлым танковым батальоном. С августа 1946 — командир 127-го гвардейского танкового полка 16-й гвардейской механизированной дивизии (Туркестанский военный округ). С ноября 1946 по декабрь 1950 года — начальник штаба 5-й гвардейской механизированной дивизии в этом округе. С марта 1951 года — командир 234-го танко-самоходного полка 360-й стрелковой дивизии. С октября 1953 — командир 187-го отдельного тяжёлого танкового полка. С января 1955 по январь 1956 года служил начальником штаба 15-й танковой дивизии.
В 1956 году окончил высшие академические курсы при Военной академии имени М. В. Фрунзе и с октября 1956 по октябрь 1959 года командовал 23-й Будапештской танковой дивизией. С апреля 1960 года генерал-майор танковых войск В. Ф. Кулабухов в отставке.
Жил в Киеве. Занимался общественной работой, автор нескольких публикаций. Умер 9 июня 1975 года. Похоронен в Киеве на Байковом кладбище.

## Воинские звания
- лейтенант (1937)
- старший лейтенант (1939)
- капитан (6.11.1940)
- майор (6.12.1942)
- подполковник (31.08.1943)
- полковник (16.05.1949)
- генерал-майор танковых войск (25.05.1959)

## Награды
- Герой Советского Союза (указ Президиума Верховного Совета СССР от 21 марта 1940 года):
- орден Ленина (21.03.1940)
- 2 ордена Красного Знамени (4.07.1937, 30.12.1956);
- орден Отечественной войны 2-й степени (13.09.1945);
- 2 ордена Красной Звезды (2.01.1937, 15.11.1950);
- медаль «За боевые заслуги» (6.05.1946);
- медаль «За оборону Москвы» (1944);
- медаль «За победу над Германией в Великой Отечественной войне 1941—1945 гг.» (9.05.1945);
- другие медали СССР.

## Память
Именем Валентина Кулабухова названа улица в Советском районе Макеевки.